# Ериклерюрду (вилает Лозенград)
Ериклерюрду (на турски: Erikleryurdu) е село в област Бабаески на провинция Къркларели, Турция.

## История
Старото име на селото се споменава като Мандъра Чифтлиги в регистрите от 1909 г. Предци на хората от селото идват от българския град Карнобат по време на Руско-турската война.

## География
Селото е на 20 км от центъра на Къркларели и на 25 км от центъра на град Бабаески. Съседни села са Дегирменджик, Карабайър, Кумбурлар, Кавакдере, Йеникьой и Чешмеколу.
Разстоянието от ГКПП Малко Търново е 61 km.

## Население
| Данни за населението на селото по години | Данни за населението на селото по години |
| ---------------------------------------- | ---------------------------------------- |
| 2023 г.                                  | 277                                      |
| 2022 г.                                  | 277                                      |
| 2021 г.                                  | 285                                      |
| 2020 г.                                  | 281                                      |
| 2019 г.                                  | 281                                      |
| 2018 г.                                  | 285                                      |
| 2017 г.                                  | 303                                      |
| 2016 г.                                  | 303                                      |
| 2015 г.                                  | 309                                      |
| 2014 г.                                  | 323                                      |
| 2013                                     | 332                                      |
| 2012 г.                                  | 338                                      |
| 2011 г.                                  | 347                                      |
| 2010 г.                                  | 367                                      |
| 2009 г.                                  | 380                                      |
| 2008 г.                                  | 394                                      |
| 2007 г.                                  | 411                                      |
| 2000 г.                                  | 486                                      |
| 1990 г.                                  | 625                                      |
| 1985 г.                                  | 695                                      |
| 1965 г.                                  | 670                                      |